# Marion Achard
Pour les articles homonymes, voir Achard.
 (mai 2023).
Si vous disposez d'ouvrages ou d'articles de référence ou si vous connaissez des sites web de qualité traitant du thème abordé ici, merci de compléter l'article en donnant les références utiles à sa vérifiabilité et en les liant à la section « Notes et références ».
Marion Achard, née le 23 décembre 1976 à Dijon, est une artiste de cirque et écrivaine française. Elle vit et travaille dans la Drôme.

## Biographie
Marion Achard naît et grandit à Dijon où elle est la deuxième enfant d'une fratrie de cinq. Elle commence à écrire très jeune.
Attirée depuis longtemps par le monde circassien, elle crée et joue ses spectacles avec la compagnie Tour de Cirque et se produit dans les théâtres en France et à l'étranger.
Marion Achard publie son premier roman de littérature jeunesse Je veux un chat et des parents normaux, aux éditions Actes Sud Junior en 2012.
En 2018, elle devient scénariste de bande dessinée et publie Tamba l'enfant soldat dessiné par Yann Dégruel.
Dans Quand la nuit tombe, elle s'associe avec le dessinateur Toni Galmés pour raconter les souvenirs de la seconde guerre mondiale de ses grandes tantes Lisou et Mylaine. Elles donnent leurs noms au deux tomes de la série, dont le premier est paru en 2024 et le second en 2025.

## Œuvres

### Bandes dessinées
- Quand la nuit tombe - Mylaine, dessin Toni Galmés, Delcourt, 2025
- Quand la nuit tombe - Lisou, dessin Toni Galmés, Delcourt, 2024
- Le Zizi de l'ange, dessin Miguel Francisco, Delcourt, 2021
- Tamba l'enfant soldat, dessin Yann Dégruel, Delcourt, 2018

### Romans
- Un petit coup de pompe, Actes Sud Jeunesse, 2025
- La cabane - Interdit aux grands !, Tome 05: Le grand soir des enfants, Milan, 2023
- La cabane - Interdit aux grands !, Tome 04: Tam la Tempête, Milan, 2023
- La cabane - Interdit aux grands !, Tome 03: Le secret, Milan, 2022
- La cabane - Interdit aux grands !, Tome 02: Tous ensemble !, Milan, 2022
- La cabane - Interdit aux grands !, Tome 01: Enfin tranquille !, Milan, 2022
- Un chat en travers de la gorge, Actes Sud Junior, 2021
- Tumee, l'enfant élastique, Actes Sud Junior, 2020
- Le Journal de Taloula, l'Intégrale, Recueil, Actes Sud Junior, 2020
- Trop de chefs, pas assez d'Indiens, Actes Sud Junior, 2018
- Le peuple du chemin, Talents Hauts, coll. Livres et Egaux, 2017
- Comment j’ai survécu à la sixième, Actes Sud Junior, 2016
- Des petits trous au bout des doigts, Actes Sud Junior, 2014
- Échange Caravane pourrie contre parents compétents, Actes Sud Junior, 2014
- Pourquoi je suis devenu une fille, Actes Sud Junior, 2013
- Tout seuls, éd. Actes Sud Junior, coll. Roman Ado, 2012
- Je veux un chat et des parents normaux !, Actes Sud Junior, 2012

### Nouvelles
- Ankou, ouvrage collectif, Le Monde, 1994
- Ma java sans joie, ouvrage collectif, Le Monde, 1993
- L’enfant perdue, éd. Buddy Chessman, 1989

## Prix et distinctions
- Grand Prix des Lecteurs du Journal de Mickey 2024[6] pour Quand la nuit tombe - Lisou
- Prix Marguerite-Audoux des collèges 2013[7] pour Tout seuls